# Musée municipal d'Hämeenlinna
Le musée municipal d'Hämeenlinna (en finnois : Hämeenlinnan kaupunginmuseo) est un organisme gérant un groupe de musées du Kanta-Häme et dont le siège est à Hämeenlinna en Finlande.

## Présentation
Les principaux espaces d' exposition du musée sont situés dans les locaux du musée Skogster, qui a ouvert ses portes à l'été 2016, au Raatihuoneenkatu 8, près de l'église d'Hämeenlinna et de l'hôtel de ville,,,. 
L'administration du musée municipal d'Hämeenlinna est installé dans le bâtiment du musée Skogster. 
Le musée municipal gère le musée Skogster, la maison Palander, la Maison natale de Jean Sibelius et le musée de la caisse d'épargne. 
Les trois premiers sont situés au centre-ville d'Hämeenlinna, à environ 350 mètres l'un de l'autre,.
En 2015, le musée municipal a accueilli 107 812 visiteurs